# Интегрин альфа-9
Интегрин альфа-9 (α9) — мембранный белок, гликопротеин из надсемейства интегринов, продукт гена ITGA9, альфа-субъединица интегрина α9β1. Ген ITGA9 расположен на хромосоме 3 в локусе 3p22.2 .

## Функции
Интегрин альфа-9/бета-1 (α9β1) является рецептором для VCAM1, цитотактина и остеопонтина. Распознаёт  аминокислотную последовательность A-E-I-D-G-I-E-L в цитотактине. Вместе с интегринами αvβ3, αvβ6, α8β1 and α2β1 является рецептором нейтрофилов, обеспечивающим их миграцию, опосредованную VCAM-1 и тенасцином-C эндотелиальных клеток во время воспалительной реакции. 

## Структура
Интегрин альфа-9 — крупный белок, состоит из 1006 аминокислот, молекулярная масса белковой части — 114,5 кДа. N-концевой участок (952 аминокислоты) является внеклеточным, далее расположен единственный трансмембранный фрагмент и внутриклеточный фрагмент (33 аминокислоты). Внеклеточный фрагмент включает 7 FG-GAP-повторов и от 1 до 11 участков N-гликозилирования. Цитозольный участок включает GFFKR-мотив.
В процессе ограниченного протеолиза внутримолекулярная связь гидролизуется и образуются тяжёлая и лёгкая цепи, связанные дисульфидной связью. 

## Тканевая специфичность
Интегрин α9β1 экспрессирован в эпителии воздушных путей, в базальном слое сквамозного эпителия, на гладкомышечных клетках, клетках скелетных мышц и гепатоцитах. Высокий уровень экспрессии в эмбриональных лёгких и в опухолевых клетках лёгких.